# Округ Окичоби (Флорида)
Окичоби (енгл. Okeechobee County) је округ у америчкој савезној држави Флорида. По попису из 2010. године број становника је 39.996.

## Демографија
Према попису становништва из 2010. у округу је живело 39.996 становника, што је 4.086 (11,4%) становника више него 2000. године.
| Група             | 2000.          | 2010.          |
| Белци             | 25.699 (71,6%) | 26.258 (65,7%) |
| Афроамериканци    | 2.844 (7,9%)   | 3.203 (8,0%)   |
| Азијати           | 240 (0,7%)     | 351 (0,9%)     |
| Хиспаноамериканци | 6.684 (18,6%)  | 9.561 (23,9%)  |
| Укупно            | 35.910         | 39.996         |